# Mar de Bali
El mar de Bali (en indonesi, Laut Bali) és un petit mar interior de l'arxipèlag de les Índies Orientals, un mar perimetral de l'oceà Pacífic, localitzat just en el límit nord de l'oceà Índic. Té solament 45.000 km² i se situa al nord de les illes de Bali i Lombok i al sud de les illes Kangean, a Indonèsia. El mar constitueix la part sud-oest del mar de Flores i l'estret de Madura ho comunica, per l'oest, amb el mar de Java.

## Geografia
El mar de Bali, amb finalitats oceanogràfiques, se sol considerar de vegades agrupat amb el mar de Flores, i fins i tot amb el mar de Java. No obstant això, en algunes cartes nàutiques, el mar de Bali es considera com un mar diferent a l'efecte de la navegació. El mar, que és part del conegut com a mar Mediterrani Australasià, comprèn 45 000 km² i una profunditat màxima d'1 590 m.
La circulació i les propietats de la massa d'aigua en el mar de Bali són una continuació del mar de Flores fins al mar de Java, en el nord. En oceanografia, el mar de Bali es refereix al corrent indonesi, un corrent oceànic que procedeix de l'oceà Pacífic i va a l'oceà Índic, el flux del qual passa en la seva majoria a través de l'estret de Bali i de l'estret de Lombok.
En els registres històrics dels tsunamis se'n recullen diversos observat en el mar de Bali. L'erupció en 1815 del volcà Tambora (escala 7 de l'índex de explosivitat volcànica) va ocasionar els tsunamis del 22 de setembre de 1815 (8°00′S115°12′I-8.00, 115.20) i, tres anys més tard, el del 8 de setembre de 1818, ocasionat per les subsegüents activitats volcàniques (7°00117°00′I-7.0, 117.0). Dos tsunamis més es van registrar en 1857 i 1917, amb una altura màxima de 3 m i 2 m, respectivament.

## Delimitació de la IHO
La màxima autoritat internacional en matèria de delimitació de mars, l'Organització Hidrogràfica Internacional («International Hydrographic Organization, IHO), considera el mar de Bali com un mar. En la seva publicació de referència mundial, «Limits of oceans and seas» (Límits d'oceans i mars, 3a edició de 1953), li assigna el nombre d'identificació 48 (l) —corresponent a un dels mars de l'arxipèlag de les Índies Orientals (Indonèsia).